# اترلوپ
اترلوپ یک فناوری ترکیبی است که جنبه‌هایی از اترنت را با دیگر فناوری‌ها ترکیب می‌کند تا به نتیجه‌ای دست یابد که به تنهایی با هیچ‌کدام از این فناوری‌ها ممکن نیست. اترلوپ در دهه ۱۹۹۰ برای فراهم کردن دسترسی به ارتباطات داده‌ای پرسرعت برای مشتریان خانگی از طریق خطوط تلفن استاندارد جفت تابیده (POTS) توسعه یافت. این فناوری ابتدا در شرکت Northern Telecom آغاز شد تا به شرکت‌های تلفن کمک کند با ارائه‌دهندگان خدمات اینترنت کابلی که در آن زمان شروع به ارائه دسترسی پرسرعت محلی داده کرده بودند، رقابت کنند.
اترلوپ همچنین یک معماری ارتباطی با کاربردهای گسترده‌تر است. از نظر فنی، نسخه اولیه اترلوپ مفاهیم پروتکل یک شبکه فیزیکی اترنت کوتاه‌برد را با فناوری DSL ترکیب کرد تا انتقال صدا و داده را روی زیرساخت فیزیکی قدیمی خطوط تلفن استاندارد در فواصل چند کیلومتری تسهیل کند. هدف پروژه این بود که محدودیت‌های ADSL و HDSL را برطرف کند و در عین حال کیفیت و سرعت بالای انتقال داده را حفظ کند. با ترکیب ویژگی‌های اترنت و DSL و استفاده از پردازنده‌های سیگنال دیجیتال (DSP) برای دستیابی به «بیشترین پهنای باند ممکن از هر خط مسی جفت تابیده»، اترلوپ به معماری‌ای تبدیل شد که توانست نیازهای متنوع‌تری در شبکه‌های داده نسبت به کاربرد اصلی آن در دهه‌های ۱۹۹۰ و ۲۰۰۰ برای داده بر روی خطوط POTS پاسخ دهد.
فناوری‌های دیگری نیز با نام اترلوپ توسعه یافته‌اند، از جمله کاربرد آن در ارتباطات درون‌خودرویی در دهه ۲۰۲۰، که در آن یک شبکه فیزیکی اترنت گیگابیتی با یک پروتکل اختصاصی مبتنی بر زمان برای کنترل و بازخورد بی‌درنگ و دارای افزونگی در زیرسیستم‌های خودرو استفاده شده است.

## تاریخچه
اترلوپ در دهه ۱۹۹۰ توسط شرکت Elastic Networks توسعه یافت تا دسترسی به ارتباطات داده‌ای پرسرعت را برای مشتریان خانگی از طریق خطوط تلفن استاندارد جفت تابیده فراهم کند. تلاش برای توسعه این فناوری توسط جک تری از Northern Telecom آغاز شد تا به شرکت‌های تلفن کمک کند با دسترسی محلی پرسرعت داده که در آن زمان توسط ارائه‌دهندگان تلویزیون کابلی شروع به ارائه شده بود، رقابت کنند.

## شرح
طراحی اترلوپ تلکویی مفاهیم پایه‌ای فناوری ارتباطات DSL (خط دیجیتال مشترک) و فناوری شبکه محلی اترنت را ترکیب کرد تا انتقال همزمان صدا و داده را بر روی زیرساخت فیزیکی قدیمی خطوط تلفن استاندارد جفت تابیده (POTS) تسهیل کند.
پیاده‌سازی‌های قبلی DSL، مانند ADSL و HDSL، با مشکلات فنی مواجه بودند که پذیرش آن‌ها در شبکه‌های تلفن را محدود می‌کرد. ارسال داده‌های پرسرعت نیازمند توان زیادی برای انتقال سیگنال در طول خطوط مسی است. افزایش توان سیگنال باعث ایجاد هم‌شنوایی در دیگر خطوط مسی موجود در دسته‌بندی‌های ۲۵ یا ۵۰ جفتی معمول در سیم‌کشی تلفن می‌شود.
در پیاده‌سازی اولیه اترلوپ در سال ۱۹۹۹ از یک روش ارتباطی نیمه‌دوطرفه استفاده شد؛ انتقال در یک جهت در یک زمان، نه به صورت همزمان به‌علاوه تحویل بسته‌های انفجاری برای کاهش اثرات جدی فناوری‌های DSL پرسرعت دهه ۱۹۹۰. به این ترتیب، انتقال اترلوپ در برابر تداخل ناشی از کیفیت پایین خط، شاخه‌های پل، و غیره در برنامه‌های شرکت‌های تلفنی کمتر آسیب‌پذیر بود.

## کاربردها

### ارتباطات مخابراتی
اترلوپ در اواخر دهه ۱۹۹۰ برای تسهیل انتقال صدا و داده توسط شرکت‌های تلفنی بر روی زیرساخت قدیمی خطوط POTS به کار گرفته شد. این فناوری در مسیرهایی که از محدودیت‌های اترنت (~۱۵۰ متر) فراتر می‌روند، عملکرد خوبی دارد و می‌تواند تا ۶٫۴ مگابیت بر ثانیه را در فاصله‌ای تا ۶٫۴ کیلومتر (۲۱٬۰۰۰ فوت) و به‌طور نظری ۱۰ مگابیت بر ثانیه را در فواصل کوتاه‌تر (تقریباً ۹۱۰ متر یا ۳٬۰۰۰ فوت) بر روی سیم‌کشی استاندارد تلکویی ارائه دهد.